# 德翁泰·怀尔德
迪昂泰·维尔德（英語：Deontay Wilder，1985年10月22日—），美国职业拳击运动员，自2015年起为世界拳击理事会（WBC）重量级拳王金腰带持有者。
此前作为业余拳手，他曾夺得过2008年奥运会重量级拳击铜牌。外號铜色轰炸机（The Bronze Bomber）。
目前，维尔德的职业战绩为40战全胜，其中39次击倒对手，18次在第一回合击倒对手取胜。